# Nusvenska
Nusvenska är den svenska som talas och skrivs sedan sekelskiftet 1900. Man brukar koppla August Strindbergs verk till början av den nusvenska epoken.[källa behövs] 1900-talet kännetecknas språkligt av att ett standardspråk, "rikssvenska", blir allt vanligare beroende huvudsakligen på masskommunikation genom radio och TV. Dessutom lånades många ord in från engelskan, framför allt efter andra världskrigets slut 1945.
År 1889 och 1906 genomfördes två stavningsreformer, som bland annat mönstrade ut stavningar med qv till förmån för kv och i viss mån e för ä respektive f, fv och hv för v samt participformer med dt för t eller tt. Den förra av dessa ändringar skedde i och med SAOL:s sjätte utgåva, den senare efter ett regeringsbeslut om vilka former som fick läras ut i skolan. Skillnaderna brukar betecknas som gammal- och nystavning.
Senare under perioden skulle fler stavningsreformer föreslås (av bland annat enhetlig stavning av j-ljudet, liksom ytterligare byten av e mot ä så att t.ex. Svärje skulle ses som rättstavning), men inga så genomgripande förändringar av stavning har genomförts. Ett förslag från folkskollärarkåren år 1943 om att öka ljudenligheten och bland annat stava sova som såva avböjdes dock. Svensk rättstavning grundas inte enbart på ljudenlighetsprincipen, utan även samhörighetsprincipen som gör att t.ex. giva som ju uttalas jiva stavas med g då det hänger ihop med gåva, samt historisk samhörighet (som gör att t.ex. "hjul" stavas så). Mer ljudenlig stavning har dock ibland tillämpats i enskilda verk. En i viss mån motsatt tendens har varit att uttal anpassats efter stavningen, där tidigare nästintill stumma bokstäver åter börjat höras.
De förändringar som varit har snarare lett till att vissa ordformer försvunnit: Under perioden försvann verbkongruensen i numerus (han drog, de drogo) successivt ur skrift. Den hade tidigare successivt försvunnit ur talspråket i de flesta svenska språkliga varieteterna från 1600-talet, men fanns in i modern tid kvar i bland annat dalmål, vissa norrländska mål och nordliga sydsvenska mål i både numerus och person. Även konjunktivens ställning försvagades därmed, även om ett fåtal kvarlever. 
Nusvenskan förändrades hela tiden i mitten av 1900-talet och människor påverkades bland annat av TV och massmedia, dialekterna trängdes undan och allt fler flyttade från landsbygden och in till tätorterna.  
Skriftspråket blev under 1900-talet rakare och enklare med kortare meningar. Talspråksformer slog igenom i skrift; till exempel ersätts ej och icke av inte. Under slutet av 1990-talet och 2000-talets första decennium uppstod SMS- och chattspråk. På 2010-talet utökades den annars nästintill slutna gruppen personliga pronomen genom att hen blev mer gångbart.
Under 1900-talet domineras lånorden av ord med ursprung i engelska, som till exempel sport, rekord och match.

## Källhänvisningar
1. ↑   nusvenska i Nationalencyklopedins nätupplaga. Läst 3 juni 2017.